# Pjotr Ugrumov
Pjotr Ugrumov (tudi Piotr Ugrumov, latvijsko Pēteris Ugrjumovs ali Pjotrs Ugrjumovs, rusko Пётр Угрюмов), rusko-latvijski kolesar, * 21. januar 1961, Riga, Sovjetska zveza.
Ugrumov je upokojeni profesionalni kolesar, ki je v svoji karieri med letoma 1989 in 1999 tekmoval za ekipe Alfa Lum, Seur, Gewiss–Ballan, Roslotto–ZG Mobili in Alessio–Bianchi. Za Rusijo je nastopil na poletnih olimpijskih igrah leta 1996 in zasedel 58. mesto na cestni dirki. Sedemnajstkrat je nastopil na dirkah Grand Tour in jih sedemkrat končal med deseterico v skupnem seštevku, od tega trikrat med prvimi tremi. Na Dirki po Franciji je leta 1994 dosegel dve etapni zmagi in osvojil drugo mesto v skupnem seštevku, leta 1997 pa sedmo. Še uspešnejši je bil na Dirki po Italiji, kjer je ob edini etapni zmagi leta 1993 dosegel tudi drugo mesto v skupnem seštevku, leta 1995 tretje, leta 1996 pa sedmo. Na Dirki po Španiji je edino uvrstitev v deseterico skupnega seštevka dosegel leta 1991 sedmim mestom.